# Benedict Cumberbatch
Benedict Timothy Carlton Cumberbatch CBE (n. 19 iulie 1976, Greater London, Anglia, Regatul Unit) este un actor de teatru, radio, film, televiziune și producător englez, cunoscut pentru rolul lui Alan Turing din The Imitation Game, pentru care a fost nominalizat la Premiile Oscar, Globul de Aur, BAFTA și altele la categoria Cel mai bun actor. Un alt rol remarcabil recreat de acesta este cel de Sherlock Holmes în seria Sherlock sau cel de Stephen Strange in filmul Marvel Doctor Strange

## Biografie
Benedict Cumberbatch s-a născut pe 19 iulie 1976, în Londra. Este fiul actorilor Carlton Cumberbatch și Wanda Ventham. Bunicul său, Henry Carlton Cumberbatch, o figură proeminentă a societății londoneze din acele vremuri, a fost un decorat ofițer de submarin, ce a luptat în ambele Războaie Mondiale. Iar străbunicul său, Henry Arnold Cumberbatch, a fost Consulul General al Marii Britanii în Turcia.
Urmează cursurile Brambletye School din West Sussex, iar apoi obține o bursă la Harrow School. Aici își întâlnește soția actuală.
După absolvire, ia o pauză de un an, în care predă limba engleză la o mănăstire tibetană. Apoi se înscrie la The University of Manchester, unde studiază drama. După absolvire, își continuă studiile în pregătirea sa de a deveni actor, la London Academy of Music and Dramatic Art.
Din 2011, a avut roluri în numeroase piese de teatru clasice la Open Air Theatre, Regent’s Park, Almeida Theatre, Royal Court Theatre, Royal National Theatre. În februarie 2011 îl regăsim în piesa lui Danny Boyle, Frankenstein, la National Theatre. Aici interpretează atât rolul lui Victor Frankenstein, cât și rolul Creaturii.
Urmează o trecere spre televiziune, cu roluri în: Heartbeat (două apariții distincte, în 2000 și 2004), Tipping the Velvet (2002), Cambridge Spies (2003), Forty Something (2003), Spooks (2003), Silent Witness (2002).
În 2004 este Stephen Hawking în Hawking (2004), rol pentru care primește o nominalizare la BAFTA TV Awards fi un premiu Golden Nymph. Își împrumută vocea personajului și în primul episod al seriei Curiosity.
Urmează rolul locotenentului Jimmy Langley în miniseria BBC Dunkirk (2004), precum și rolul antagonistului Edmund Talbot în miniseria To the Ends of the Earth (2005), bazată pe trilogia lui William Golding. Tot în 2005 are o scurtă apariție în serialul Broken News.
Anul 2007 ni-l aduce alături de Tom Hardy în adaptarea pentru televiziune a cărții Stuart: A Life Backwards (2007). Obține o nominalizare la Satellite Award pentru rolul din miniseria-dramă produsă de BBC, The Last Enemy (2008).
În 2009 este Luke Fitzwilliam în Marple: Murder is Easy, și este Bernard în adaptarea TV a Small Island, pentru care obține o nouă nominalizare la BAFTA TV Awards.
În perioada mai-iunie 2009, narează miniseria de șase părți produsă de BBC 2, South Pacific.
Este Vincent Van Gogh în Van Gogh: Painted with Words (2010) și începe să interpreteze personajul Sherlock Holmes în seria produsă de BBC, Sherlock (2010). Acest rol îi aduce o nominalizare la Emmy Awards.
Urmează miniseria de cinci episoade, co-produsă de BBC și HBO, Parade’s End, difuzată pe BBC, care este o adaptare a nuvelelor cu accelași nume de Ford Madox Ford.
În ceea ce privește cariera cinematografică, în 2006 a fost William Pitt The Younger în Amazing Grace - film ce spune povestea lui William Wilberforce și a luptei sale politice de la sfârșitul secolului 18, pentru a elimina comerțul cu sclavi în Imperiul Britanic. Pitt a fost cel mai bun prieten al său și aliatul său politic, care a devenit Prim Ministru.
Urmează roluri secundare în: Atonement (2007), The Other Boleyn Girl (2008), Creation (2009), The Wistleblower (2012).
A fost Peter Guillam, în adaptarea nuvelui lui John le Carre, Thinker, Tailor, Soldier, Spy (2011), alături de Gary Oldman, Colin Firth și Tom Hardy. Urmează o colaborare cu Steven Spielberg, în War Horse (2011).
Este vocea și motion-caption pentru Smaug the Dragon și pentru Necromancer, în The Hobbit: An Unexpected Journey (2012), rol ce îl va relua și în The Hobbit: The Desolation of Smaug (2013).
După rolul villain-ului John Harrison / Kahn, în filmul lui JJ Abrams, Star Trek: Into Darkness (2013), urmează să îl vedem în: 12 Years a Slave, August:OsageCounty, The Fifth Estate și The Hobbit: The Desolation of Smaug (2013).
Și-a împrumutat vocea pentru mai multe audio-books: The Tempest, The Making of Music, Death in a White Tie, Artists in Crime, Sherlock Holmes: The Rediscovered Railway Mysteries and Other Stories, precum și pentru numeroase proiecte radio pentru posturile BBC Radio.
A făcut voice-over pentru diverse reclame, pentru brand-uri faimoase ca: Jaguar, Sony, Pimms și Google+. De asemenea, a fost naratorul jocului video The Nightjar (2011).
Pentru Jocurile Olimpice de la Londra din 2012, a făcut un scurt metraj pentru BBC, despre istoria Londrei, care a fost prezentat la ceremonia de deschidere.
Este căsătorit din 2014 cu regizoarea de operă Sophie Hunter, pe care a cunoscut-o în timpul facultății (1997).
Este implicat în diverse proiecte umanitare, și este ambasador al The Prince’s Trust, fundație înființată de Prințul Charles.

## Filmografie

### Filme
| An   | Titlu                                     | Rol                            | Note                                             | Ref.          |
| ---- | ----------------------------------------- | ------------------------------ | ------------------------------------------------ | ------------- |
| 1999 | Topsy-Turvy                               | Harmonium player (nemenționat) |                                                  |               |
| 2002 | Hills Like White Elephants                | The Man                        | scurtmetraj                                      | [ 13 ]        |
| 2003 | To Kill a King                            | Royalist                       |                                                  | [ 14 ]        |
| 2006 | Starter for 10                            | Patrick Watts                  |                                                  | [ 13 ]        |
| 2006 | Amazing Grace                             | William Pitt                   |                                                  | [ 15 ]        |
| 2007 | Inseparable                               | Joe / Charlie                  | scurtmetraj                                      | [ 16 ]        |
| 2007 | Atonement                                 | Paul Marshall                  |                                                  | [ 13 ]        |
| 2008 | The Other Boleyn Girl                     | William Carey                  |                                                  | [ 13 ]        |
| 2009 | Creation                                  | Joseph Dalton Hooker           |                                                  | [ 15 ]        |
| 2009 | Burlesque Fairytales                      | Henry Clark                    |                                                  | [ 17 ]        |
| 2010 | Four Lions                                | Negotiator                     |                                                  | [ 18 ]        |
| 2010 | Third Star                                | James                          |                                                  | [ 19 ]        |
| 2010 | The Whistleblower                         | Nick Kaufman                   |                                                  | [ 20 ]        |
| 2011 | Tinker Tailor Soldier Spy                 | Peter Guillam                  |                                                  | [ 21 ]        |
| 2011 | Wreckers                                  | David                          |                                                  | [ 22 ]        |
| 2011 | War Horse                                 | Major Jamie Stewart            |                                                  | [ 23 ]        |
| 2012 | Girlfriend in a Coma                      | Dante Alighieri (voce)         | Film documentar                                  | [ 24 ]        |
| 2012 | The Hobbit: An Unexpected Journey         | Smaug / The Necromancer        | captură de mișcare și actor de voce              | [ 25 ]        |
| 2013 | Star Trek Into Darkness                   | Khan Noonien Singh             |                                                  | [ 26 ]        |
| 2013 | Little Favour                             | Wallace                        | scurtmetraj ; și producător                      | [ 27 ]        |
| 2013 | 12 Years a Slave                          | William Prince Ford            |                                                  | [ 28 ]        |
| 2013 | The Fifth Estate                          | Julian Assange                 |                                                  | [ 29 ]        |
| 2013 | August: Osage County                      | "Little" Charles Aiken         |                                                  | [ 30 ] [ 31 ] |
| 2013 | The Hobbit: The Desolation of Smaug       | Smaug / Sauron                 | captură de mișcare și actor de voce              | [ 32 ]        |
| 2014 | The Imitation Game                        | Alan Turing                    |                                                  | [ 33 ]        |
| 2014 | Penguins of Madagascar                    | Classified                     | Voce                                             | [ 34 ]        |
| 2014 | The Hobbit: The Battle of the Five Armies | Smaug / Sauron                 | captură de mișcare și actor de voce              | [ 35 ]        |
| 2015 | Black Mass                                | William M. Bulger              |                                                  | [ 36 ]        |
| 2016 | Zoolander 2                               | All                            | Cameo                                            | [ 37 ]        |
| 2016 | Doctor Strange                            | Dr. Stephen Strange            |                                                  | [ 38 ] [ 39 ] |
| 2016 | Doctor Strange                            | Dormammu                       | nemenționat; captură de mișcare și actor de voce | [ 38 ] [ 39 ] |
| 2017 | The Current War                           | Thomas Edison                  |                                                  | [ 40 ] [ 40 ] |
| 2017 | Thor: Ragnarok                            | Dr. Stephen Strange            |                                                  | [ 41 ]        |
| 2018 | Avengers: Infinity War                    | Dr. Stephen Strange            |                                                  | [ 42 ]        |
| 2018 | The Grinch                                | The Grinch                     | Voce                                             | [ 43 ]        |
| 2018 | The Dog Days of Winter                    | The Grinch                     | Voce; scurtmetraj                                |               |
| 2018 | Mowgli: Legend of the Jungle              | Shere Khan                     | captură de mișcare și actor de voce              | [ 44 ]        |
| 2019 | Avengers: Endgame                         | Dr. Stephen Strange            |                                                  | [ 45 ]        |
| 2019 | Between Two Ferns: The Movie              | Rolul său                      |                                                  | [ 46 ]        |
| 2019 | 1917                                      | Colonel Mackenzie              |                                                  | [ 47 ]        |
| 2020 | Ironbark                                  | Greville Wynne                 | Post-producție                                   | [ 48 ]        |
| TBD  | Louis Wain                                | Louis Wain                     | Post-producție                                   | [ 49 ]        |
| TBD  | Prisoner 760                              | Stuart Couch                   | Filmări; și producător                           | [ 50 ]        |

## Legături externe
- Benedict Cumberbatch la Internet Movie Database
- Benedict Cumberbatch la Allmovie